# Teodor Salvadó Aixelà
Teodor Salvadó Aixelà (València, 1828 - Reus, 23 de gener de 1893) va ser un periodista català.
El seu pare, de Vila-seca, va viure temporalment a València, on va néixer Teodor. De petit amb els seus pares, va anar a Reus on tenien família. Afiliat de jove al Partit Progressista, va tenir una ampla activitat política per tota la zona i va ser un dels signants del manifest constitutiu de l'Associació Catalanista de Reus. Després s'incorporà al Partit Demòcrata Possibilista de Castelar, que el portà a diputat provincial i a ocupar la secretaria del govern civil de Tarragona. Va ser director del diari reusenc Las Circunstancias, d'ideologia republicana, càrrec que el 1877 va reportar-li multes i presó per uns articles contra les arbitrarietats del llavors alcalde Marià Pons. El 1879 va ser secretari del Comitè Democràtic Possibilista de Reus, fundat per Felip Font i on hi participaven Jaume Padró, Joan Vilella, Joan Reverter, Pere Banús i Marià Grases entre d'altres. Més endavant va tenir discrepàncies ideològiques amb membres del seu partit a Reus cosa que va portar a una escissió i a la reaparició del periòdic La Redención del Pueblo el 1889, ja que Salvadó no va voler deixar la direcció ni la titularitat del periòdic Las Circunstancias. Les discussions van ser sobre si s'havia de fer coalició amb els republicans federals o amb els liberal-dinàstics i els conservadors. La Redención del Pueblo del dia 13 d'agost de 1889, el número 1 de la tercera època, deia en una nota signada pel president del comitè Joan Vilella: "Este comité pone en conocimiento de todos sus correligionarios, que habiendo acordado destituir del cargo de director de Las Circunstancias a don Teodoro Salvadó, y a causa de haber este señor opuesto dificultades acerca de la propiedad de dicho periódico, ha dispuesto publicar La Redención del Pueblo (3a época) y declarar a esta publicación órgano del partido en esta ciudad, retirando a Las Circunstancias en el caso de que siguiera publicándose, toda representación del partido". Quan les desavinences es van arreglar, pel mes de desembre de 1890, van comportar la desaparició definitiva de La Redención del Pueblo. Tenia gran facilitat per escriure i en aquest periòdic, a banda d'editorials sense signatura, va publicar molts articles en defensa del seu ideari polític.